# Convenção Batista Brasileira
A Convenção Batista Brasileira é uma associação cristã de igrejas batistas brasileiras. Ela é afiliada à Baptist World Alliance (BWA) e sediada no Rio de Janeiro.

## História
A Convenção Batista Brasileira tem sua gênese histórica no estabelecimento da primeira igreja Batista em Salvador (Bahia) em 1882, por uma missão americana da Junta de Missão Internacional.
Os casais de missionários batistas norte-americanos, recém-chegados ao Brasil, os pioneiros William Buck Bagby e Anne Luther Bagby e Zacharias Clay Taylor e Katherine Steves Crawford Taylor, auxiliados pelo ex-padre Antônio Teixeira de Albuquerque, batizado em Santa Bárbara d'Oeste, decidiram iniciar a sua missão na cidade de Salvador, Bahia, com 250 mil habitantes. Ali chegaram no dia 31 de agosto de 1882 e, no dia 15 de outubro, organizaram a PIB do Brasil com cinco membros: os dois casais de missionários e o ex-padre Antônio Teixeira de Albuquerque.
Nos primeiros 25 anos de trabalho, Bagby e Taylor, auxiliados por outros missionários e por um número crescente de brasileiros, evangelistas e pastores, já tinham organizado 83 igrejas, com aproximadamente 4 200 membros.
O sucesso do trabalho no Nordeste encheu o Dr. Bagby de coragem e ele resolveu partir para o Rio de Janeiro, onde fundou uma congregação na Rua de Santana que, logo de início, conseguiu a adesão de quatro pessoas. Tal congregação é hoje a Primeira Igreja Batista do Rio de Janeiro.
Na reunião realizada em 1907, na cidade de Salvador (BA), com a presença e apoio de 32 "delegados", mensageiros e representantes de 39 igrejas a convenção é oficialmente fundada.
A Convenção Batista Brasileira, constituída pelas igrejas batistas que livremente se associam para sua formação, é uma associação religiosa que tem por finalidade promover o reino de Deus em todos os seus aspectos, por todos os meios eticamente lícitos.
A existência e objetivos da Convenção Batista Brasileira se assentam sobre quatro pilares básicos, a saber:
- A compreensão da natureza da igreja neotestamentária local;
- A posição do indivíduo no propósito de Deus;
- O governo democrático da igreja;
- O princípio da cooperação.

Estes pilares básicos formam o arcabouço da Convenção Batista Brasileira e lhe fornecem a sustentação bíblica.

## Demografia
| Ano  | Igrejas | Membros   |
| ---- | ------- | --------- |
| 2000 | 4.810   | 902.000   |
| 2002 | 9.913   | 944.515   |
| 2003 | 10.079  | 973.515   |
| 2004 | 10.227  | 990.000   |
| 2006 | 10.233  | 1.009.100 |
| 2006 | 10.268  | 1.045.500 |
| 2007 | 10.305  | 1.116.000 |
| 2008 | 11.494  | 1.169.448 |
| 2009 | 11.865  | 1.274.552 |
| 2010 | 12.693  | 1.361.212 |
| 2011 | 12.359  | 1.432.869 |
| 2012 | 12.722  | 1.536.298 |
| 2013 | 12.820  | 1.608.073 |
| 2014 | 13.037  | 1.618.663 |
| 2015 | 13.436  | 1.673.522 |
| 2016 | 13.697  | 1.706.003 |
| 2017 | 13.855  | 1.719.808 |
| 2018 | 13.713  | 1.775.390 |
| 2019 | 13.716  | 1.790.227 |
| 2020 | 9.070   | 1.797.597 |
| 2021 | 9.079   | 1.802.811 |
| 2023 | 13.899  | 1.814.158 |
| 2024 | 14.092  | 1.813.621 |

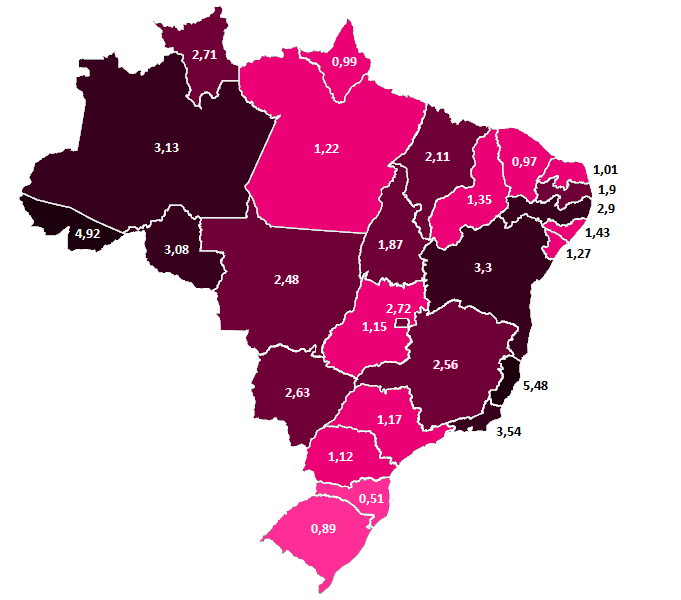
Percentual de batistas por Estado no Brasil em 2010

A denominação passou, entre 2002 e 2019 por um crescimento rápido e acima da média do crescimento populacional brasileiro. Neste período, o número de membros cresceu 89,53%. No mesmo período, a população brasileira cresceu 17,07%.
Em 2024, a denominação publicou sua mais recente estatística, relativa aos dados de 2023, na qual relatou ser formada por 9.238 igrejas, 4.661 congregações (um total de 13.899 locais de culto) e 1.814.158 membros.
Em 2025, a denominação publicou as estatísticas correspondentes ao ano de 2024, na qual relatou ter  9.316 igrejas e 4.776 congregações (totalizando 14.092 locais de culto) e 1.813.621 membros.
Assim sendo, é a segunda maior denominação protestante não pentecostal do Brasil por número de membros.
De acordo com Censo do IBGE, de 2010, estados de Espírito Santo e Rondônia são os que apresentam o maior percentual de batistas, cerca de 5,48% e 4,92% da população, respectivamente.
Por outro lado, Santa Catarina e Rio Grande do Sul foram os estados com o menor percentual de batistas, com 0,51% e 0,89% da população, respectivamente.

## Crenças
A Convenção tem uma Declaração Doutrinaria que basicamente defende, o batismo consiste na imersão do fiel em água, após sua pública profissão de fé em Jesus Cristo como Salvador. Simbolizando a morte e sepultamento do "velho homem" e a ressurreição para uma nova vida em identificação com a morte, sepultamento e ressurreição de Jesus Cristo e também prenúncio da ressurreição dos remidos.
Além disso, defendem a Bíblia como única regra de fé e conduta, a separação entre igreja e Estado, e o conceito de igreja como sendo uma comunidade local democrática e autônoma.

## Organização

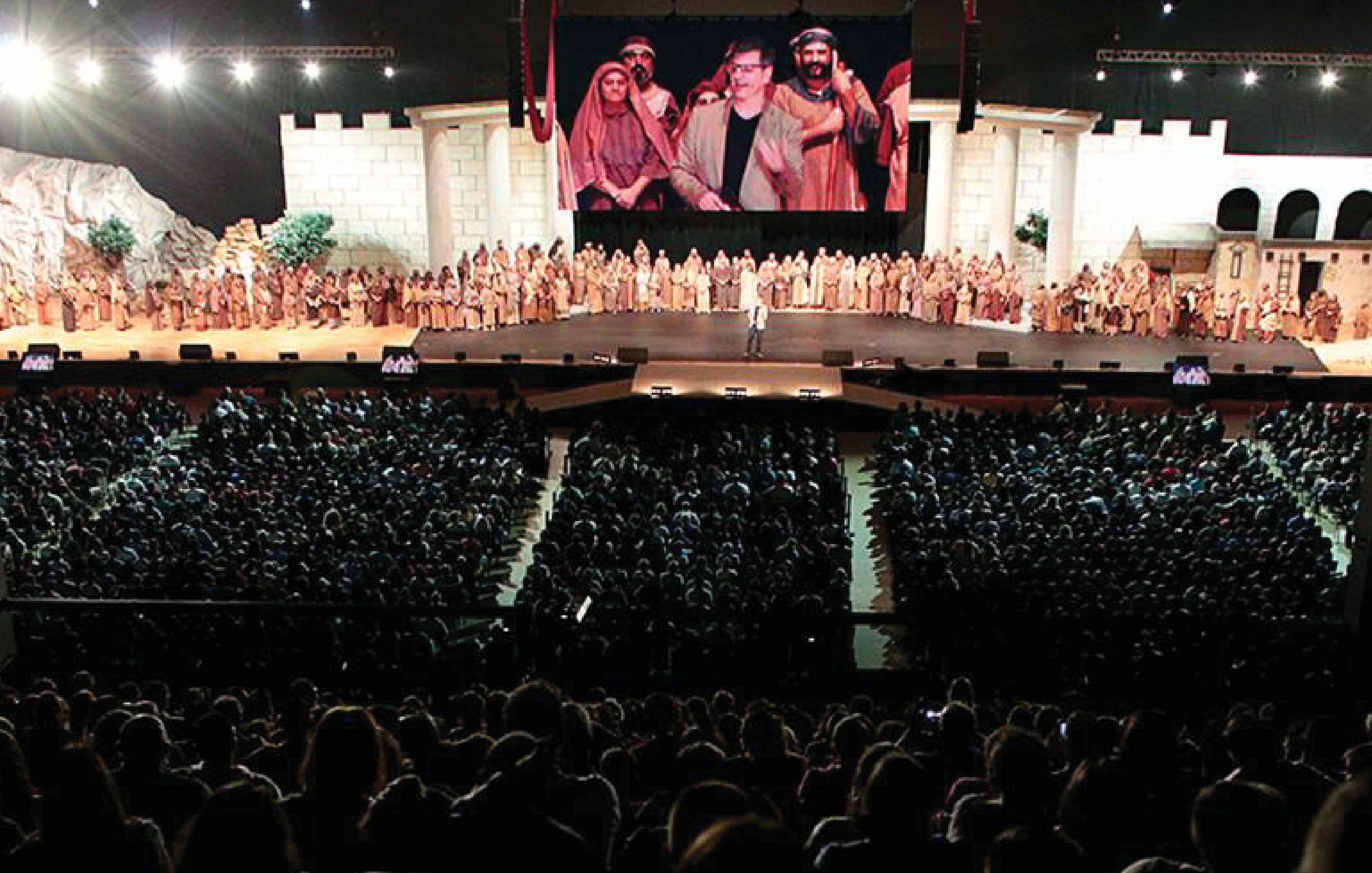
Mostra sobre a vida de Jesus em Igreja da Cidade em São José dos Campos, afiliada com a Convenção, 2017.

Salomão Luiz Ginsburg foi a primeira pessoa a pensar na organização de uma Convenção nacional dos batistas brasileiros.
Mas, somente em 1907, a ideia foi concretizada. A.B. Deter, Zacharias Clay Taylor e Salomão Luiz Ginsburg concordaram em dar prosseguimento ao plano. Eles conseguiram a adesão de outros missionários e de líderes brasileiros. A comissão organizadora optou pela data de 22 de junho de 1907 para organizar a Convenção, na cidade de Salvador, quando transcorreriam os primeiros 25 anos do início do trabalho batista brasileiro, também começado na referida cidade.
No dia aprazado, no prédio do ALJUBE, onde funcionava a Primeira Igreja Batista de Salvador, em sessão solene, foi realizada a primeira Assembleia da Convenção Batista Brasileira, composta de 43 mensageiros enviados por igrejas e organizações.
Criada a Convenção, foi eleita sua primeira diretoria:
Presidente - Francisco Fulgêncio Soren;
1º Vice-presidente - Joaquim Fernandes Lessa
2º Vice-presidente - João Borges da Rocha;
1º Secretário - Teodoro Rodrigues Teixeira;
2º Secretário - Manuel I. Sampaio;
Tesoureiro - Zacharias Taylor.
As Convenções Batistas são eventos anuais, realizados em caráter ordinário, quando se elegem sua Mesa Diretora, apreciam-se os relatórios, e renovam-se diversos órgãos convencionais, como a União Masculina Missionária, União Feminina, e diversas Juntas são renovadas, como de Missões Mundiais, ou Nacionais, além das áreas de educação, comunicação, Juventude, etc. - são sempre realizadas em uma cidade diversa, e suas deliberações são tomadas por mensageiros, isto é, representantes das Igrejas associadas, pelo voto da maioria. A CBB edita O JORNAL BATISTA há mais de 100 anos, e publicações de caráter educacional, e cultural.

## Escolas
A convenção conta com 17 escolas primárias e secundárias filiadas, reunidas na Rede Batista de Educação. 
Ele também tem 3 institutos teológicos.

## Organização Missionária
A Convenção tem uma organização missionária, Junta de Missões Mundiais, Missões Nacionais. 

## Programas sociais
A Convenção coordena diversos programas sociais, através das "Missões Nacionais" especialmente para a reabilitação de dependentes químicos, dança e esporte e para jovens de bairros carentes e abrigos de crianças órfãs.

## Polêmicas

### Movimento carismático
Em 1965, a Convenção procedeu à excomunhão de 165 igrejas que ensinavam as crenças do movimento carismático.

### Controvérsias sobre o Pastorado Feminino
Nos últimos anos tem ocorrido a controvérsia sobre o pastorado feminino dentro das igrejas batistas da Convenção Batista Brasileira. Pastores e leigos são divididos quanto ao assunto sendo uns contra e outros a favor. Os contrários a decisão são denominados como "complementaristas" e os favoráveis como "igualitaristas".
A Ordem dos Pastores Batistas do Brasil (OPBB), em votação na Assembleia da Ordem na cidade de Florianópolis, Santa Catarina, no ano de 2007, rejeitou o ingresso de pastoras. Em 2010, na Assembleia da Ordem na cidade de Cuiabá, Mato Grosso, a subsecção da Ordem dos Pastores Batistas do Estado do Paraná fez um pedido de esclarecimento sobre a situação das pastoras que tinham sido consagradas até 2007 sendo decidido pela filiação de pastoras consagradas até 2007, permanecendo vedado o ingresso de novas pastoras após esta data.
Em janeiro de 2014, na Assembleia da OPBB, reunida na cidade de João Pessoa-PB, decidiu-se pela aprovação do ingresso de 'novas' pastoras, contudo esse ingresso deve ser decidido em cada Seção Estadual da OPBB. Assim, as Seções Estaduais decidirão aceitar ou não a filiação de pastoras. No dia 4 de fevereiro de 2014, a OPBB-SP decidiu pela não filiação de pastoras reafirmando assim a decisão nacional do ano de 2007. Desde então, há seções estaduais da OPBB que têm rejeitado o ingresso de pastoras e outras, aprovado.
Até 2015, entre as seções favoráveis a admissão de pastoras estão: Carioca (apenas a capital fluminense), Fluminense (exceto a capital fluminense), Mato Grosso, Mato Grosso do Sul, Paraíba, Paraná, Rio Grande do Sul e Sergipe; entre os contrários estão: Bahia, Distrito Federal (Planalto Central), Espírito Santo, Meio Norte do Brasil (entre Maranhão e Piauí), Minas Gerais, Pará, Pernambuco, Rondônia, Santa Catarina e São Paulo; e entre os neutros estão: Unida do Ceará, Amazonas, Maranhense, Rio Grande do Norte, Piauí, Pioneira, Tocantins, Acre, Alagoas, Amapá, Ceará, Goiás, Roraima e Sul Maranhense.

### Embate com a Igreja Batista do Pinheiro (Maceió, AL) sobre o batismo de homossexuais
No dia 28 de fevereiro de 2016, a Igreja Batista do Pinheiro, em Maceió, capital de Alagoas, aprovou em assembleia a decisão de que homossexuais possam ser membros plenos da comunidade mesmo que os tais estejam em relacionamento ativo. A aprovação teve maioria absoluta dos votos: 129 a favor, três contrários e 15 abstêmios.
Em março, a diretoria da Convenção Batista Brasileira visitou a igreja para um encontro com a liderança local. Na reunião estiveram presentes o Pr. Dr. Vanderlei Batista Marins e Pr. Dr. Sócrates de Oliveira, ambos representando a Convenção Batista Brasileira, o Pr. Wellington Santos, Prª Odja Santos e o advogado da assessoria jurídica da comunidade representando a Igreja Batista do Pinheiro.
Por fim, a diretoria da Convenção emitiu um documento denominado "Declaração da Diretoria da Convenção Batista Brasileira sobre a aceitação de pessoas homo afetivas no rol de membros da Igreja Batista do Pinheiro, Maceió, AL"  onde afirma a legitimidade das decisões individuais de cada igreja local através de sua independência e soberania, mas reafirmando ainda que tal decisão da igreja fere o princípio de cooperatividade das igrejas ao adotar a postura isoladamente. A CBB reafirmou também que uniões homo afetivas não são aceitas pela Escrituras, como também defende o direito daqueles que querem deixar a prática homossexual.
A decisão da igreja do Pinheiro repercutiu negativamente entre os evangélicos, sobretudo entre os batistas. Por outro lado, foi louvada por movimentos sociais e grupos ligados a causa GLBT. Após alguns meses de negociação, em 09 de julho de 2016, na cidade de Vitória, a IBP foi excluída do rol de igrejas batistas colaboradoras com a CBB.

## Pastores Presidentes da Convenção Batista Brasileira
A Ordem dos Pastores Batistas do Brasil (OPBB), fundada em 1940, com sede e foro na cidade do Rio de Janeiro, é uma organização religiosa de natureza federativa, sem fins econômicos, constituída por pastores membros de igrejas filiadas à Convenção Batista Brasileira (CBB). A OPBB é estruturada organizacionalmente através de seções que podem ter subseções regionais a elas vinculadas.                                                                     Até 2015, oito seções estaduais da OPBB haviam aprovado o ingresso de pastoras, dez tem rejeitado e quatorze ficaram neutras.                                   A Convenção Batista Brasileira é administrada por um Conselho Geral, cujo presidente tem mandato de 2 anos.                                              Presidentes                                                                                                                                                                                                                    Francisco Soren (1907-09 e 1916-17)                                                                                                                                                                           Joaquim Paranaguá (1909-11)                                                                                                                                                                                      Joaquim Lessa (1912-14)                                                                                                                                                                                                William Entzminger (1915)                                                                                                                                                                                               Manoel Avelino de Souza (1918-20, 1925, 1928-31 e 1941-45)                                                                                                                                      Antônio da Silva (1920-21 e 1927)                                                                                                                                                                                 Orlando Rêgo Falcão (1922-24)                                                                                                                                                                                  Munguba Sobrinho (1926, 1932, 1936-37 e 1947)                                                                                                                                                                        José Nigro (1933-34 e 1940)                                                                                                                                                                                                         José de Souza Marques (1935)                                                                                                                                                                                           João Soren (1938-39, 1946, 1955-57, 1966-67, 1974-75 e 1982-83)                                                                                                                            Rubens Lopes (1948, 1951-54, 1958, 1961-65, 1968 e 1978)                                                                                                                                                        Carlos Dubois (1949-50)                                                                                                                                                                                                                     David Mein (1959-60)                                                                                                                                                                                                                Ebenézer Soares (1969 e 1971)                                                                                                                                                                                        Nilson do Amaral Fanini (1972-73, 1976-77, 1979-80, 1984, 1987, 1991, 1995 e 2003-04)                                                                                               Irland Pereira de Azevedo (1981, 1985-86, 1994 e 1999)                                                                                                                                                      Samuel Cardoso Machado (1987-89)                                                                                                                                                                                 Paulo Roberto Seabra (1990-91)                                                                                                                                                                                     Fausto Vasconcelos (1992-93, 1996-97, 2000-02 e 2005-06 e 2020-21)                                                                                                                            Darci Dusilek (1998)                                                                                                                                                                                                      Paschoal Piragine Júnior (2007 e 2012-13)                                                                                                                                                                     Oliveira de Araújo (2008-09)                                                                                                                                                                                                  Josué Mello Salgado (2010-11)                                                                                                                                                                                             Luis Roberto Silvado (2014-15 e 2018-19)                                                                                                                                                                      Vanderlei Marins (2016-17)                                                                                                                                                                                             Hilquias Paim (2022-   )